# Uroobovella longiseta
Uroobovella longiseta es una especie de arácnido del orden Mesostigmata de la familia Urodinychidae.

## Distribución geográfica
Se encuentra en la India.